# Vineyard Lake
Vineyard Lake es un lugar designado por el censo ubicado en el condado de Jackson en el estado estadounidense de Míchigan. En el Censo de 2010 tenía una población de 980 habitantes y una densidad poblacional de 110,28 personas por km².

## Geografía
Vineyard Lake se encuentra ubicado en las coordenadas 42°5′31″N 84°13′1″O / 42.09194, -84.21694. Según la Oficina del Censo de los Estados Unidos, Vineyard Lake tiene una superficie total de 8.89 km², de la cual 6.64 km² corresponden a tierra firme y (25.3%) 2.25 km² es agua.

## Demografía
Según el censo de 2010, había 980 personas residiendo en Vineyard Lake. La densidad de población era de 110,28 hab./km². De los 980 habitantes, Vineyard Lake estaba compuesto por el 97.86% blancos, el 0.41% eran afroamericanos, el 0.41% eran amerindios, el 0% eran asiáticos, el 0% eran isleños del Pacífico, el 0.1% eran de otras razas y el 1.22% pertenecían a dos o más razas. Del total de la población el 1.12% eran hispanos o latinos de cualquier raza.